# Carmen Galin
Eugenia-Carmen Galin (n. 14 martie 1946, Iași, România – d. 13 martie 2020, București, România) a fost o actriță română de teatru și film.

## Biografie
Carmen Eugenia Galin s-a născut la Iași, într-o familie de artiști.
Carmen Galin a absolvit IATC în 1967 (ca șef de promoție), fiind studenta profesorilor Sanda Manu, Ion Cojar, Dinu Negreanu și Mihai Mereuță. A fost colegă de promoție cu Irina Mazanitis, Ilie Gheorghe, Sybilla Oarcea, Eusebiu Ștefănescu, Mitică Popescu, Cristina Stamate. În 1966 a debutat pe scena Teatrului Mic cu rolul Daniela Buzura din piesa Simple coincidențe, în regia lui Ion Cojar iar în cinematografie, a debutat în 1967 cu rolul din filmul Diminețile unui băiat cuminte, în regia lui Andrei Blaier.
A jucat pe scena TNB, retrăgându-se din activitate și din viața publică în anul 1995. Ea s-a dedicat apoi acțiunilor umanitare.
A decedat la 13 martie 2020, cu o zi înainte de a împlini 74 de ani.
A fost căsătorită cu regizorul Dan Pița și cu omul de afaceri Dan Schneider. 

## Activitate profesională
- Teatrul Tineretului din Piatra Neamț (1967-1970)
- Teatrul Național din Cluj-Napoca (1970-1975)
- Teatrul Mic din București (1975-1990)
- Asistent universitar la IATC (1981-1997)
- Teatrul Național București (1990-1995)

## Filmografie
- Duminică la ora 6 (1966)
- Diminețile unui băiat cuminte (1967)
- Maiorul și moartea (1967)
- K.O. (1968) - Silvia
- Vin cicliștii (1968)
- Drum în penumbră (1972)
- Proprietarii (1973)
- Ilustrate cu flori de cîmp (1975) - Laura
- Mere roșii (1976) - psiholoaga
- Tănase Scatiu (1976)
- Premiera (1976) - actrița Manuela Gherdan
- Curcanii (1977), de Grigore Ventura, regia Virgil Bradateanu, Anca Ovanez-Dorosenco
- Iarna bobocilor (1977) - Praxiteea
- Profetul, aurul și ardelenii (1978) - Rebecca Waltrope
- Ora zero (1979)
- Bietul Ioanide (1980)
- Labirintul (1980)
- Pruncul, petrolul și ardelenii (1981) - doamna McCallum
- Ana și „hoțul” (1981) – Ana Crijan
- Saltimbancii (1981) - Fanny Ghica
- Întunericul alb (1982)
- Un saltimbanc la Polul Nord (1982) - Fanny Ghica
- Povestea călătoriilor (Skazka stranstvii, 1982) - Ciuma
- Faleze de nisip (1983)
- Fram (serial TV, 1983)
- De dragul tău, Anca! (1983)
- Sezonul pescărușilor (1985)
- Secretul lui Nemesis (1987) - B.B. Mirea
- Zîmbet de Soare (1988)
- Secretul armei... secrete! (1989)
- Campioana (1991) - Lili Oprescu
- Vinovatul (1991)
- Telefonul (1992)
- Trenul din zori nu mai oprește aici (film TV, 1994)

## Premii și distincții
- Premiul ACIN pentru interpretare feminină pentru rolurile din filmele Saltimbancii și Ana și hoțul.[4]
- Președintele României Ion Iliescu i-a conferit actriței Carmen Galin la 7 februarie 2004 Ordinul Meritul Cultural în grad de Ofițer, Categoria D - „Arta Spectacolului”, „în semn de apreciere a întregii activități și pentru dăruirea și talentul interpretativ pus în slujba artei scenice și a spectacolului”.[5]

## Afilieri
- Societar de onoare al Teatrului Național București
- Membră UNITER
- Membră UCIN